# Paguma larvata

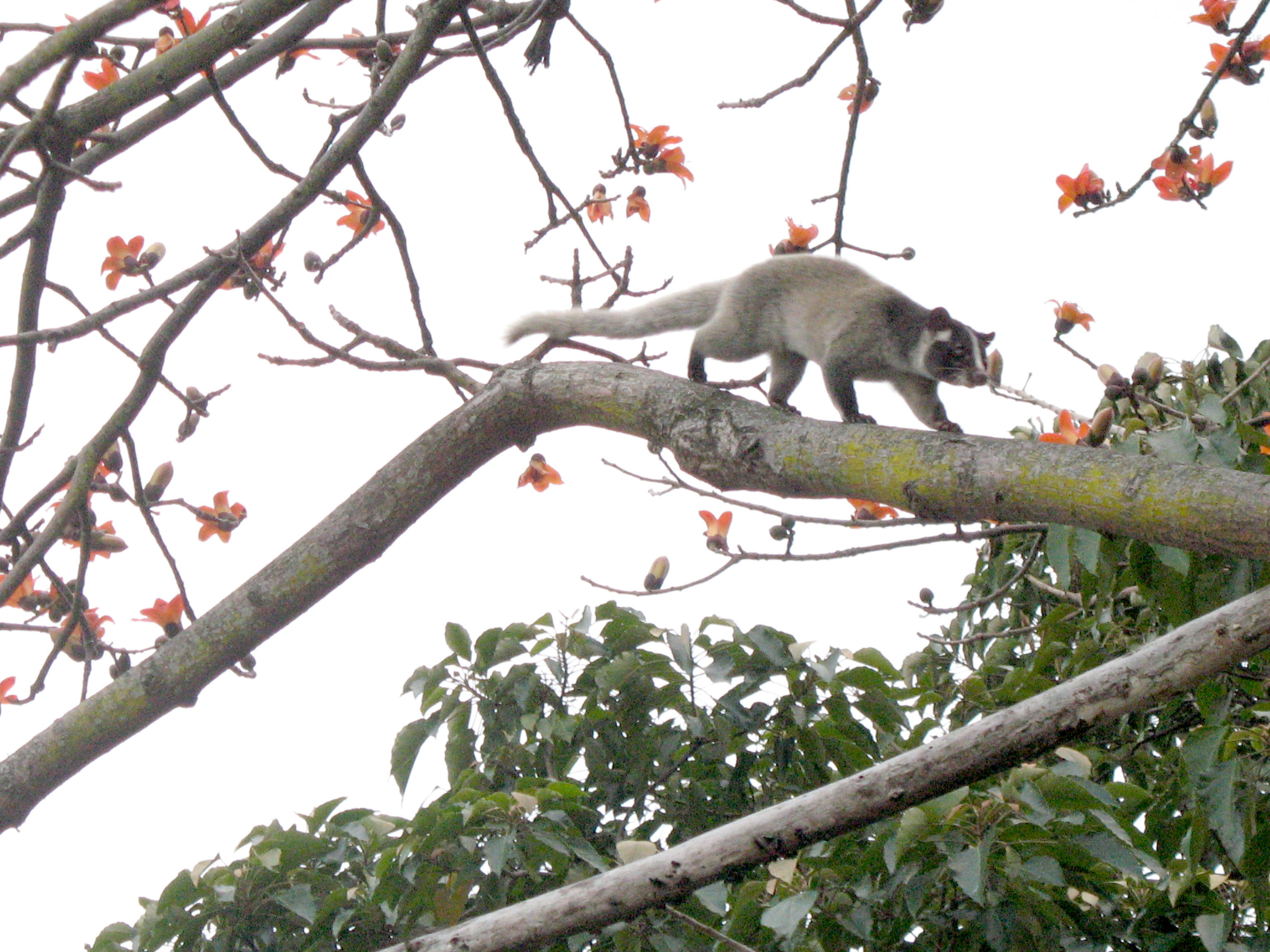
Paguma larvata

La civeta de las palmeras enmascarada  o paguma (Paguma larvata) es una especie de mamífero carnívoro de la familia Viverridae.´
Es la única especie del género monotípico Paguma.

## Distribución
Su área de distribución comprende Cachemira, Nepal, Bután, Assam, China, Taiwán, Indochina, Malasia, Indonesia , islas Andamán y Japón.

## Descripción
La civeta de las palmeras enmascarada se distingue de otras civetas por su barba blanca y por la ausencia de manchas o rayas en su cuerpo (Prater 1971). Es más grande y más pesado que la civeta de las palmeras común (Paradoxurus hermaphroditus) con una cola relativamente más larga, que es cilíndrica y gruesa. La cola es dos terceras partes de la longitud de la cabeza y cuerpo. Su color varía entre gris-negro uniforme en los extremos a casi negro puro, y partes inferiores de color gris-beige. La cola suele tener la punta de color blanco sucio. La cara tiene un patrón regular negro y blanco grisáceo, que varía según los individuos, pero suele estar marcada con una banda frontal clara o manchas bajo los ojos y delante de las orejas. Debe su nombre a estas marcas o máscara. La longitud del cuerpo varía desde 415 hasta 730 mm, la cola entre 392 y 560 mm y el peso oscila desde 3,6 hasta 6 kg .

## Subespecies
Se han descrito las siguientes subespecies:
- Paguma larvata larvata
- Paguma larvata chichingensis
- Paguma larvata grayi
- Paguma larvata hainana
- Paguma larvata intrudens
- Paguma larvata janetta
- Paguma larvata jourdanii
- Paguma larvata lanigera
- Paguma larvata leucomystax
- Paguma larvata neglecta
- Paguma larvata nigriceps
- Paguma larvata ogilbyi
- Paguma larvata robusta
- Paguma larvata taivana
- Paguma larvata tytlerii
- Paguma larvata wroughtoni

## Comportamiento
Sus hábitos son similares a los de la civeta de las palmeras común, es principalmente arborícola, nocturna y solitaria en gran medida. Vive en los bosques de montaña y colina, se refugia en huecos de árboles. Se alimenta principalmente de frutas, pero también complementa su dieta con roedores, aves, insectos y raíces. Cuando se les molesta expulsa una secreción de mal olor de sus cuatro glándulas anales. Se reproduce en cavidades en los árboles. El tamaño de la camada es de 1 a 4 crías. En los ejemplares jóvenes las máscaras faciales no son muy marcadas, lo que puede llevar a confusión en la identificación de campo. El periodo más largo de vida registrado en cautividad es de 15 años y 5 meses (Crandall 1964).

## Estado de conservación
Es parte de la Lista II II de la Vida Silvestre de la India (protección) de 1972, y en el apéndice III de la CITES y LR1c durante el Taller CAMP.